# Ancistroteuthis lichtensteinii
Ancistroteuthis lichtensteini е вид главоного от семейство Onychoteuthidae. Видът е незастрашен от изчезване.

## Разпространение
Разпространен е в Албания, Алжир, Ангола, Бенин, Босна и Херцеговина, Габон, Гамбия, Гана, Гвинея, Гвинея-Бисау, Гърция, Демократична република Конго, Египет, Екваториална Гвинея, Израел, Испания, Италия, Камерун, Канада, Кипър, Кот д'Ивоар, Либерия, Либия, Ливан, Мавритания, Малта, Мароко, Намибия, Нигерия, САЩ, Сенегал, Сиера Леоне, Сирия, Словения, Того, Тунис, Франция, Хърватия и Черна гора.